# الکساندرا ماریا لارا
الکساندرا ماریا لارا (زاده ۱۲ نوامبر ۱۹۷۸) بازیگر آلمانی است. وی در فیلم‌هایی چون سقوط، شتاب و کتاب‌خوان به نقش‌آفرینی پرداخته‌است.

## کودکی
لارا متولد شهر بخارست در کشور رومانی است. مادرش دوئینا و پدرش والنتین نام داشتند که شغل پدرش نیز بازیگری بود. در ۱۹۸۳ و زمانی که لارا ۴ ساله بود، خانواده وی تصمیم به مهاجرت به آلمان غربی را می‌گیرند تا از دست نیکولای چائوشسکو، حاکم وقت رومانی کومونیست فرار کنند. اگرچه که در ابتدا قرار بر این بود که آنها به کشور کانادا مهاجرت کنند، اما نهایتاً در شهر فرایبورگدر آلمان مستقر شدند و چندی بعد نیز به برلین رفتند.
لارا تا سال ۲۰۰۰ و زیر نظر مدیریت پدرش، دوره‌های بازیگری را گذرانده و قادر به صحبت کردن به زبان‌های آلمانی، رومانیایی، فرانسوی و انگلیسی است.

## بازیگری
در سن شانزده‌سالگی لارا تقریباً به عنوان بازیگر کار خود را به خوبی انجام می‌داد و در چندین برنامه تلویزیونی به خوبی ظاهر شد. از این دوره به بعد بود که وارد حرفه سینمایی نیز شد و بازی در فیلم‌هایی چون سقوط، شتاب و کتاب‌خوان را در کارنامه هنری خودش ثبت کرد.

## زندگی شخصی
در اوت ۲۰۰۹ لارا با سم رایلی ازدواج می‌کند که حاصل این ازدواج یک پسر (زاده سال ۲۰۱۴) است.

## گزیده فیلم‌شناسی
- ناپلئون (۲۰۰۲)
- سقوط (۲۰۰۴)
- گره بادر ماینهوف (۲۰۰۸)
- کتاب‌خوان (۲۰۰۸)
- وداع (۲۰۰۹)
- شهر شما مقصد نهایی (۲۰۰۹)
- شتاب (۲۰۱۳)
- سوئیت فرانسوی (۲۰۱۵)